# Bảo tàng ngoài trời Józef Żak ở Zawoja Markowa
Bảo tàng ngoài trời Józef Żak ở Zawoja Markowa (tiếng Ba Lan: Skansen im. Józefa Żaka w Zawoi Markowej) là một bảo tàng ngoài trời tọa lạc ở thôn Markowa của làng Zawoja, xã Zawoja, huyện Suski, tỉnh Małopolskie, Ba Lan. Bảo tàng ngoài trời hiện bao gồm ba ngôi nhà dân cư (một ngôi nhà được xây dựng vào đầu thế kỷ 19 và hai ngôi nhà còn lại được xây dựng vào đầu thế kỷ 20), một nhà nguyện đẹp như tranh vẽ với bức tượng Mẹ Thiên Chúa bằng đá, một lò rèn và một căn hầm độc lập có một vựa lúa, tất cả cho thấy truyền thống xây dựng bằng gỗ của vùng núi Babia Góra.

## Lịch sử
Ý tưởng thành lập bảo tàng ra đời từ đầu thập niên 1970 tại chi nhánh của Hiệp hội du lịch và tham quan Ba Lan (PTTK) Vùng đất Babia Góra ở Sucha Beskidzka. Bảo tàng được thành lập theo khởi xướng của chủ tịch của Chi nhánh PTTK ở Sucha Beskidzka lúc bấy giờ là Józef Żak.
Khu phức hợp xây dựng bằng gỗ trong khu vực nhà dân số 776 ở Markowe Rówienki (bao gồm ba ngôi nhà tranh, một lò rèn và một vựa lúa) đã được ghi danh vào Sổ đăng ký các di tích bất động trong tỉnh Małopolskie của Viện Di sản Quốc gia Ba Lan vào ngày 10 tháng 5 năm 2007.